# 双六岳
双六岳（すごろくだけ）は、長野県大町市と岐阜県高山市にまたがる飛騨山脈の裏銀座の主稜線に位置する標高2,860 mの山である。双六岳を含む飛騨山脈の主な山域は1934年（昭和9年）12月4日に中部山岳国立公園の指定を受けている。花の百名山、ぎふ百山、新高山市100景の一つに選定されている。

## 概要
北側には飛騨山脈の主稜線が延び、三俣蓮華岳で立山連峰が後立山連峰へと延びる主稜線から分岐する。この山頂で稜線は東南東に向きを変えて槍ヶ岳、穂高岳へと主稜線が続き、東南東の隣のピークの樅沢岳から南西に分岐した稜線が弓折岳を経て笠ヶ岳へと続く。また、新穂高温泉からの1955年（昭和30年）に開設された小池新道の先には、双六岳と樅沢岳との鞍部がある。各方面からの登山道が交差する要所にあり、双六小屋がある。
双六岳は椀を伏せたような緩やかな高原状の山体で、山頂は砂礫の台地となっていて周氷河地形の線状構造土が見られ、その上に浮かぶ槍ヶ岳と穂高岳の展望地である。日本で44番目に高い山。山頂には二等三角点が設置されている。点名は「中俣岳」、所在地は岐阜県高山市大字金木戸字中俣岳695番地。

## 山名の由来

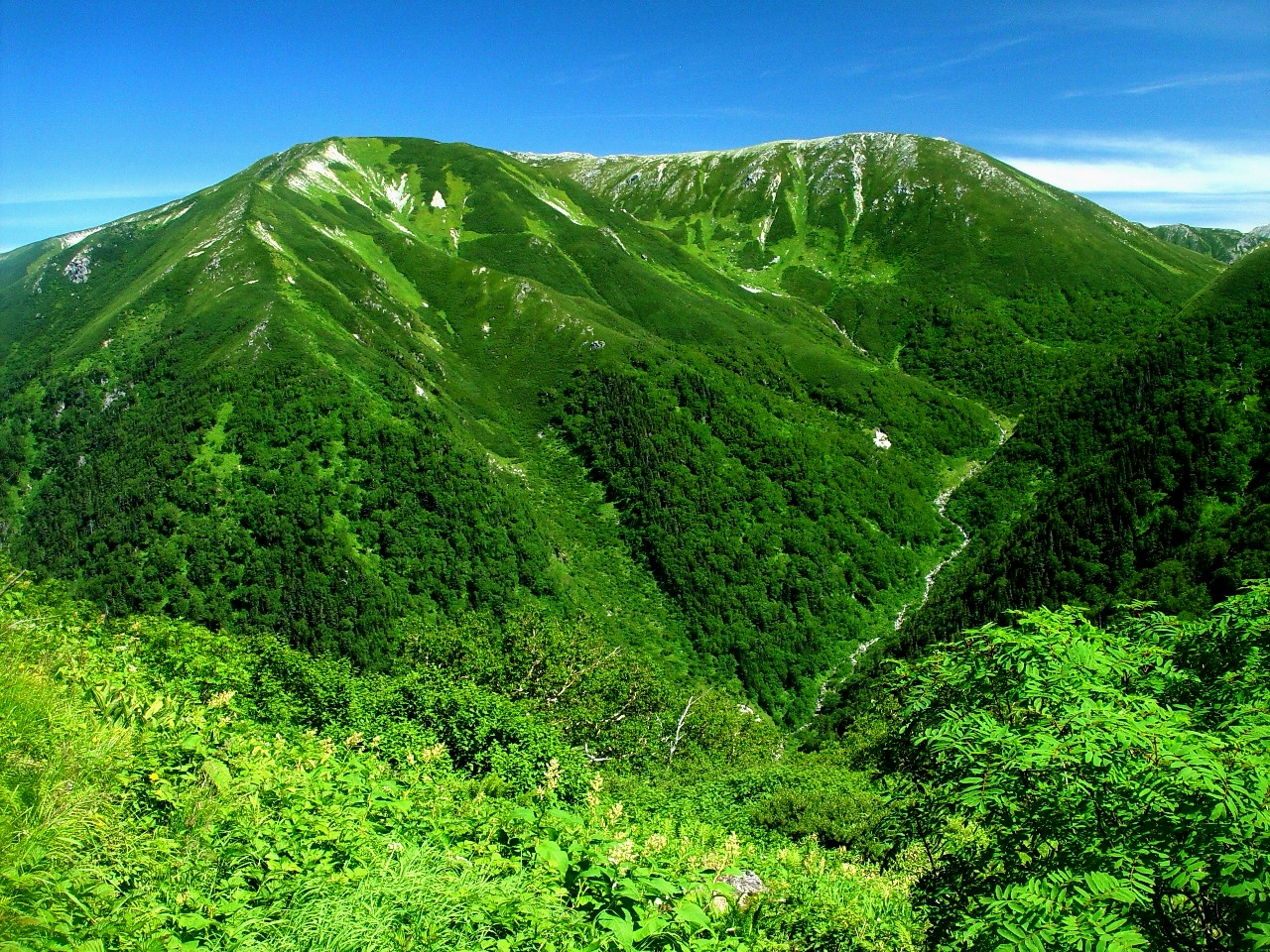
大ノマ岳方面から望む双六岳と双六谷の源頭部

また「四五六谷」が転化して双六谷になったとする説が有力である。円空上人作の仏像の裏には「四五六嶽」との記載がある。また神通川水系最上流部の双六谷にすごろくの碁盤に似た盤の石があることが、山名の由来であるとする説がある。
しかし「日本百名山」の著者深田久弥氏は、「盤の石」伝説はすごろくの名に合わせて後からできたのではないかと唱えており、双六は岩場を示す「スゴ」や「ゴロ」と同じ類の地名から来ているのではないかとしている。実際、周辺の山に同じ「ゴロ」地名である黒部五郎岳があり、この説の信憑性を増している。

## 歴史
- 1690年（元禄3年）‐円空上人が修験道の修行である六峰満行中に飛騨側から登頂した（記録上初登頂）[12]。
- 1913年（大正2年） - 田部重治らが島々から徳本峠を越えて、上高地と槍ヶ岳を経て立山温泉までの北アルプス大縦走の際に登頂した[14]。
- 1914年（大正3年）8月 - 日本山岳会の小島烏水らが双六谷を遡行する探検登山を行った[8]。
- 1934年（昭和9年）12月4日 - 山域が中部山岳国立公園の特別保護地区に指定された[3]。
- 1935年（昭和10年） - 岐阜県吉城郡上宝村（現在の高山市）が村営の双六小屋を開業（2階建て、20坪）[7]。
- 1955年（昭和30年） - 小池義清らが、新穂高温泉からわさび平と大ノマ乗越を経由して、双六小屋に達する小池新道を開設した[15]。

## 環境
上部は森林限界の高山帯。双六岳東面の中道には圏谷地形（カール）があり夏にも雪渓が残り、その登山道周辺には大規模な高山植物の群生地が広がっている。

### 動物

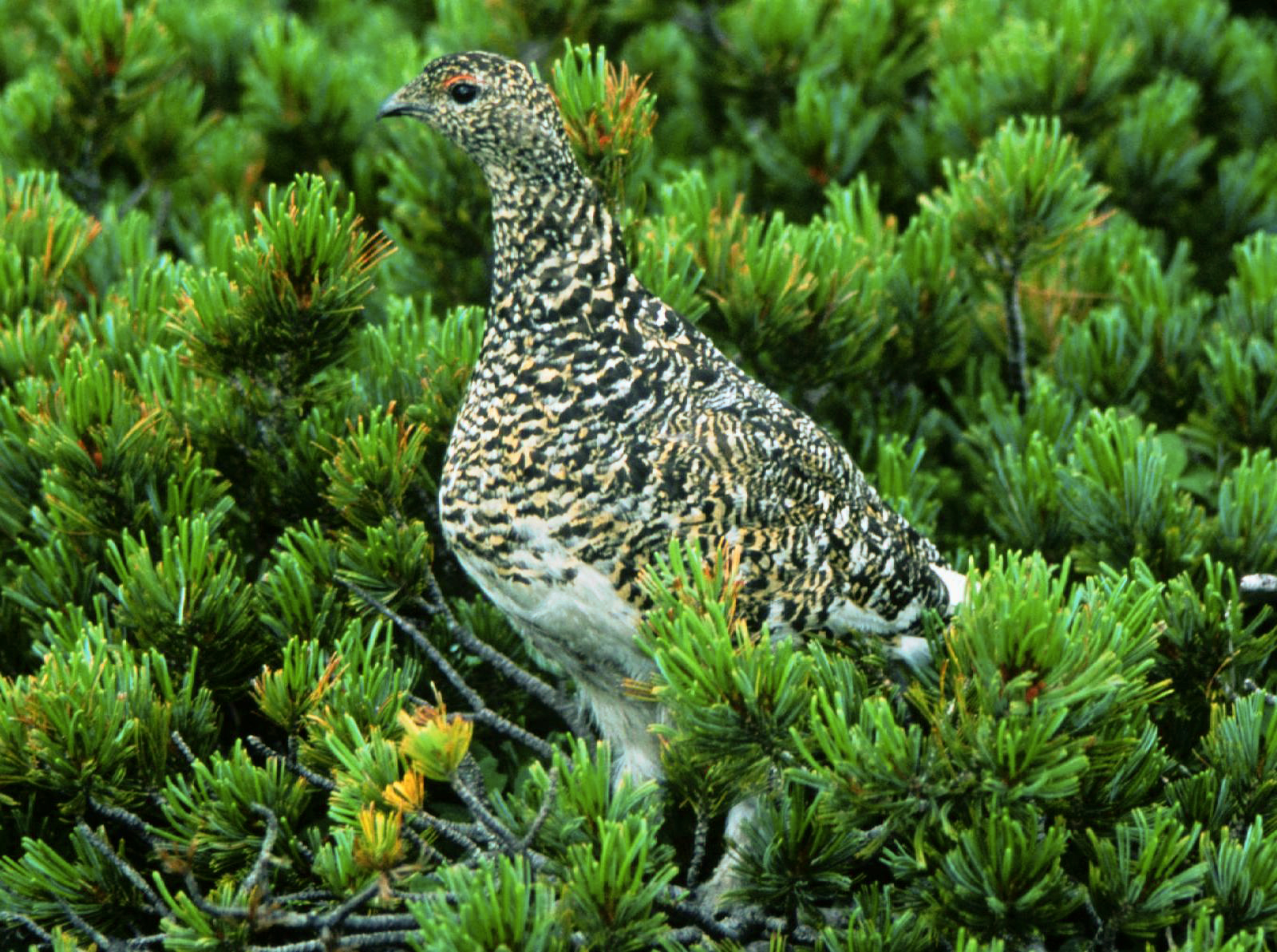
双六岳のハイマツ帯に生息し繁殖を行っているライチョウのメス（国の特別天然記念物）

ハイマツ帯には、国の特別天然記念物に指定されているライチョウが生息する。岐阜県のレッドリストで指定を受けている高山蝶のミヤマモンキチョウ、高山蛾のアルプスギンウワバ、アルプスクロヨトウ、アルプスヤガ、ソウウンクロオビナミシャク、ダイセツヤガ、ヤツガダケヤガ及びカミキリムシ科のトホシハナカミキリなど確認記録がある。

### 植物
花の百名山に選定されている双六岳周辺では、多くの高山植物が自生している。田中澄江の著書『花の百名山』で、双六岳を代表する花としてコバイケイソウが紹介された。山頂部の稜線付近では晩夏から初秋にかけてトウヤクリンドウが見られる。7月の雪解けから8月末頃までが開花時期である。小池新道の弓折岳と双六小屋の中間点付近には大規模なお花畑があり、「花見平」と呼ばれている。秋には、なだらかな山頂の高山植物が草紅葉となる。双六池畔に自生するコバイケイソウの群落が、高山市により『双六池畔のコバイケイソウと笠ヶ岳』として新高山市100景の一つに選定されている。双六小屋から三俣蓮華岳へは三つのコース（尾根道、中道、巻道）があり、中道ではキバナシャクナゲやヨツバシオガマなどが見られ、巻道ではシナノキンバイ、ハクサンイチゲ、ミヤマキンポウゲなどが見られる。秋には山頂部の高山帯で草紅葉、周辺の登山道ではダケカンバの黄葉、ナナカマドの紅葉などが見られる。
- 双六小屋周辺：イワウメ、イワカガミ、ウサギギク、ハクサンフウロ、ミヤマキンポウゲ、ミヤマクロユリ、ミヤマコウゾリナなど
- 双六岳の巻道周辺：シナノキンバイ、ハクサンイチゲ、ミヤマキンポウゲなど
- 双六岳の中道周辺：アオノツガザクラ、キバナシャクナゲ、コバイケイソウ、シラネニンジン、タカネヨモギ、ハクサンフウロ、ヨツバシオガマなど
- 双六岳の山頂周辺：トウヤクリンドウ、チングルマ、ハイマツなど

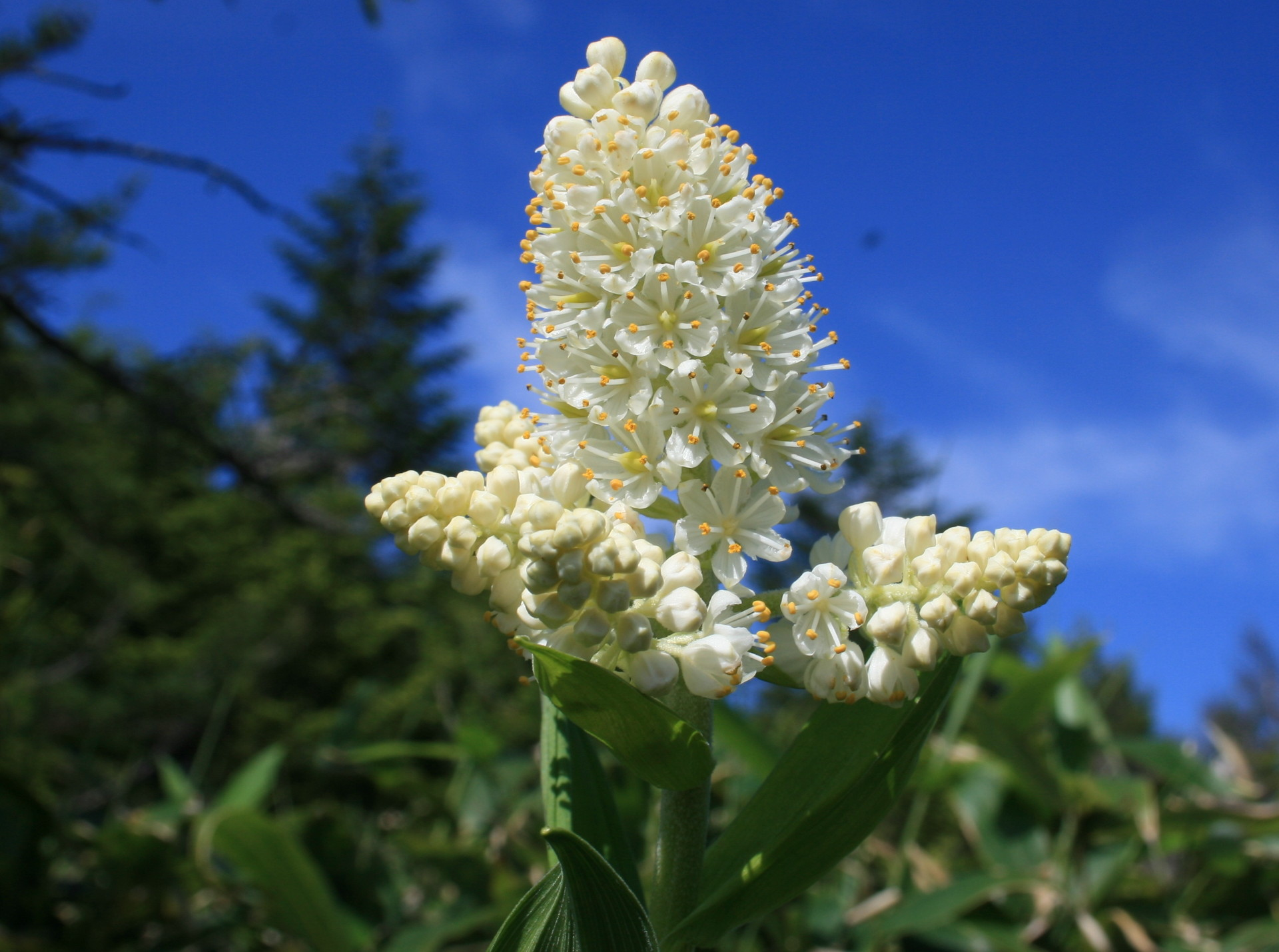
コバイケイソウ
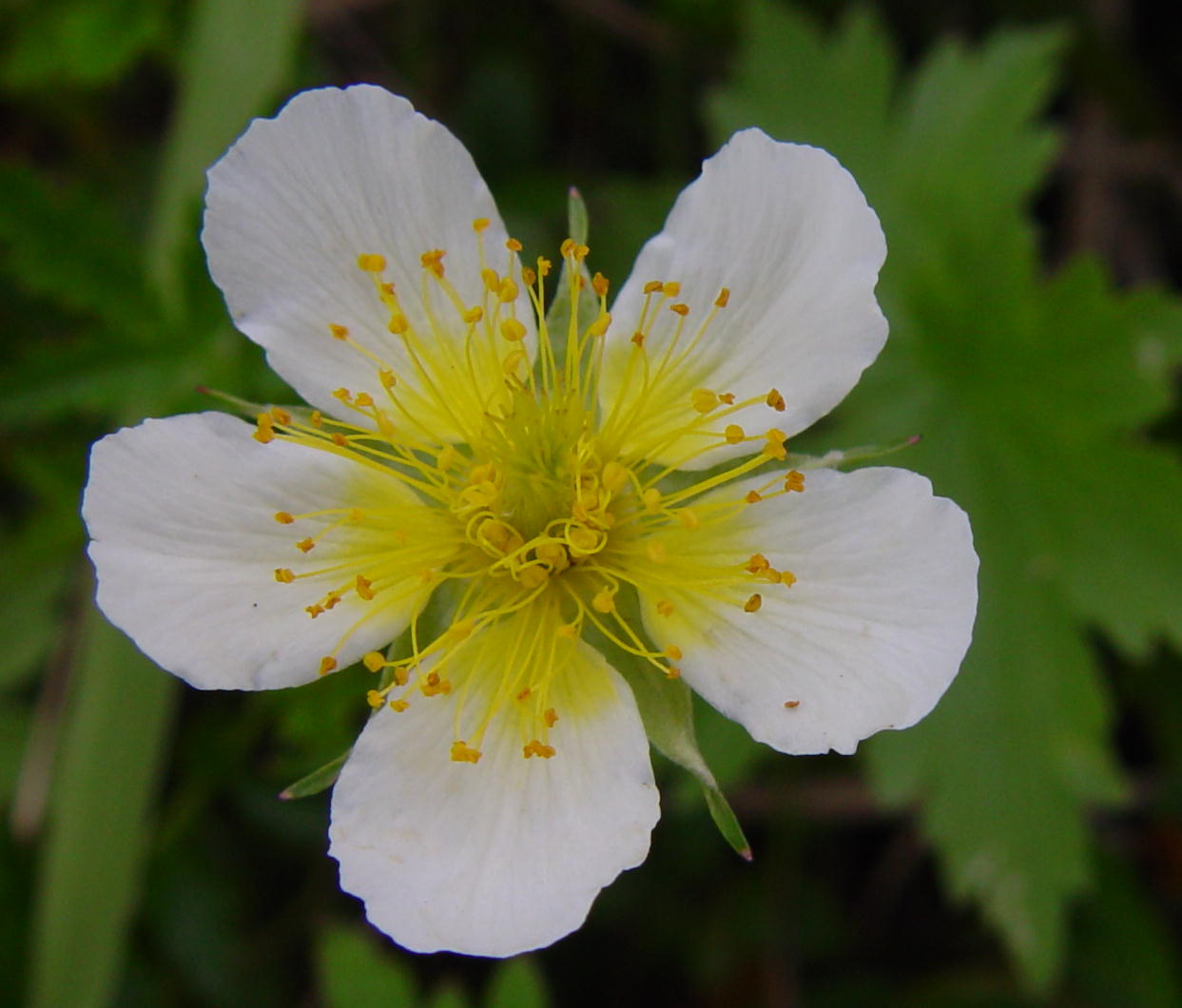
チングルマ
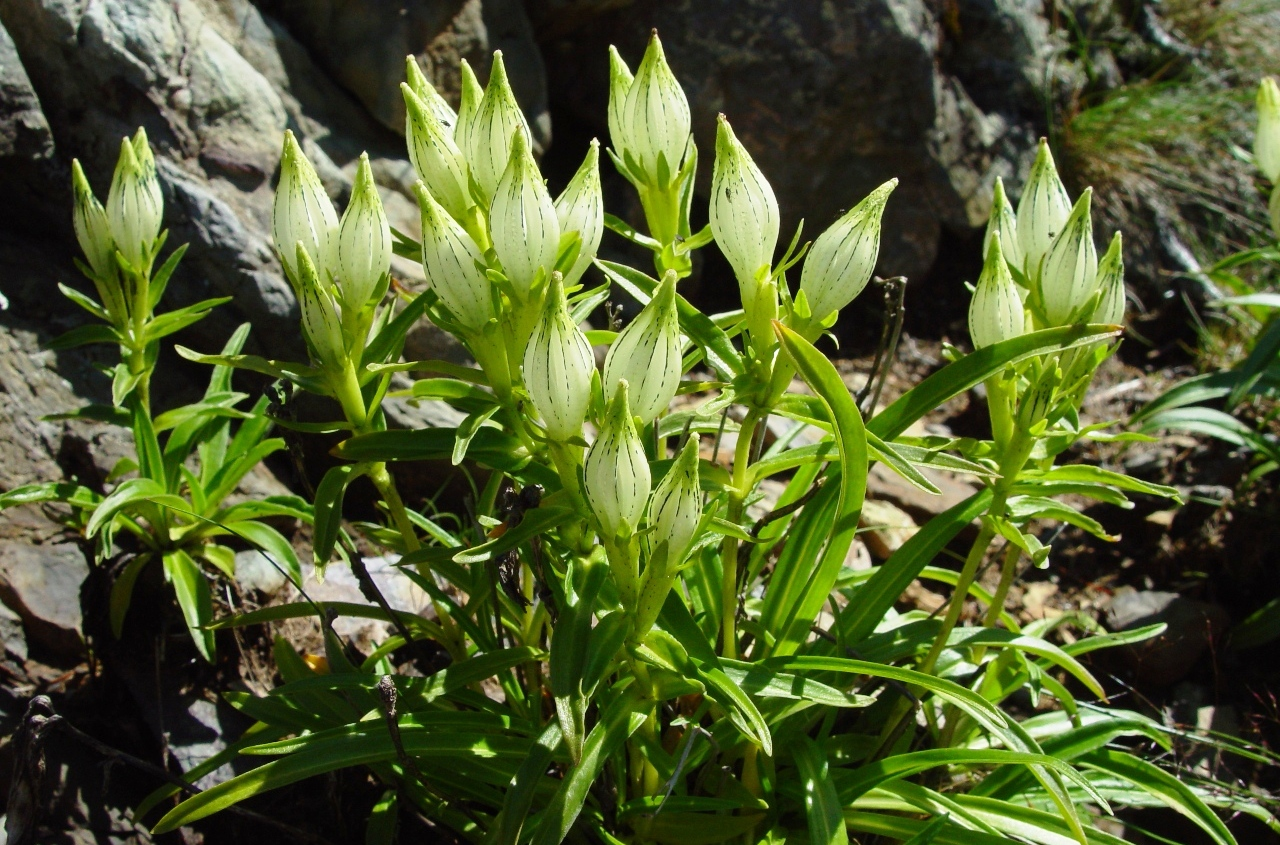
トウヤクリンドウ
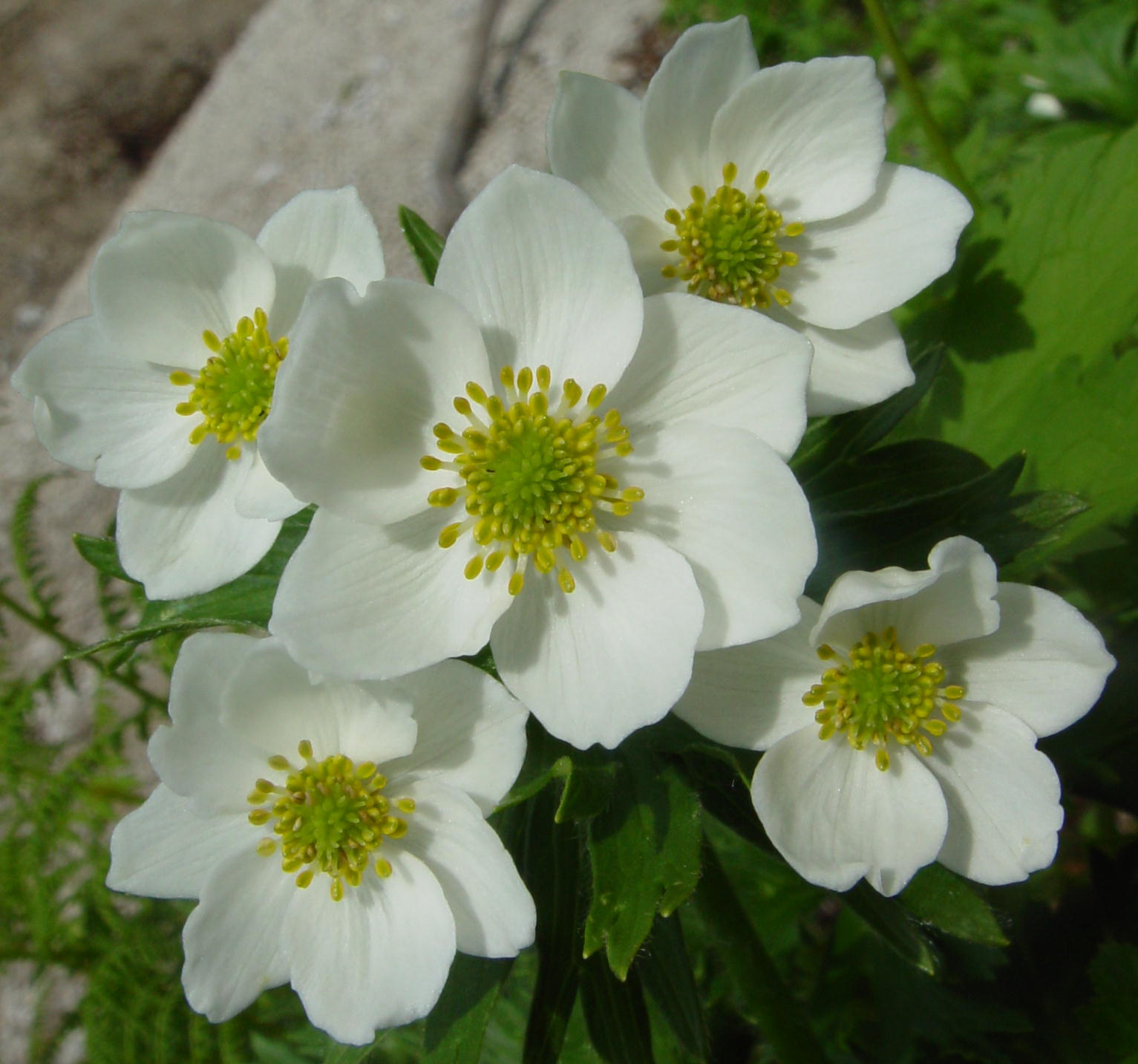
ハクサンイチゲ
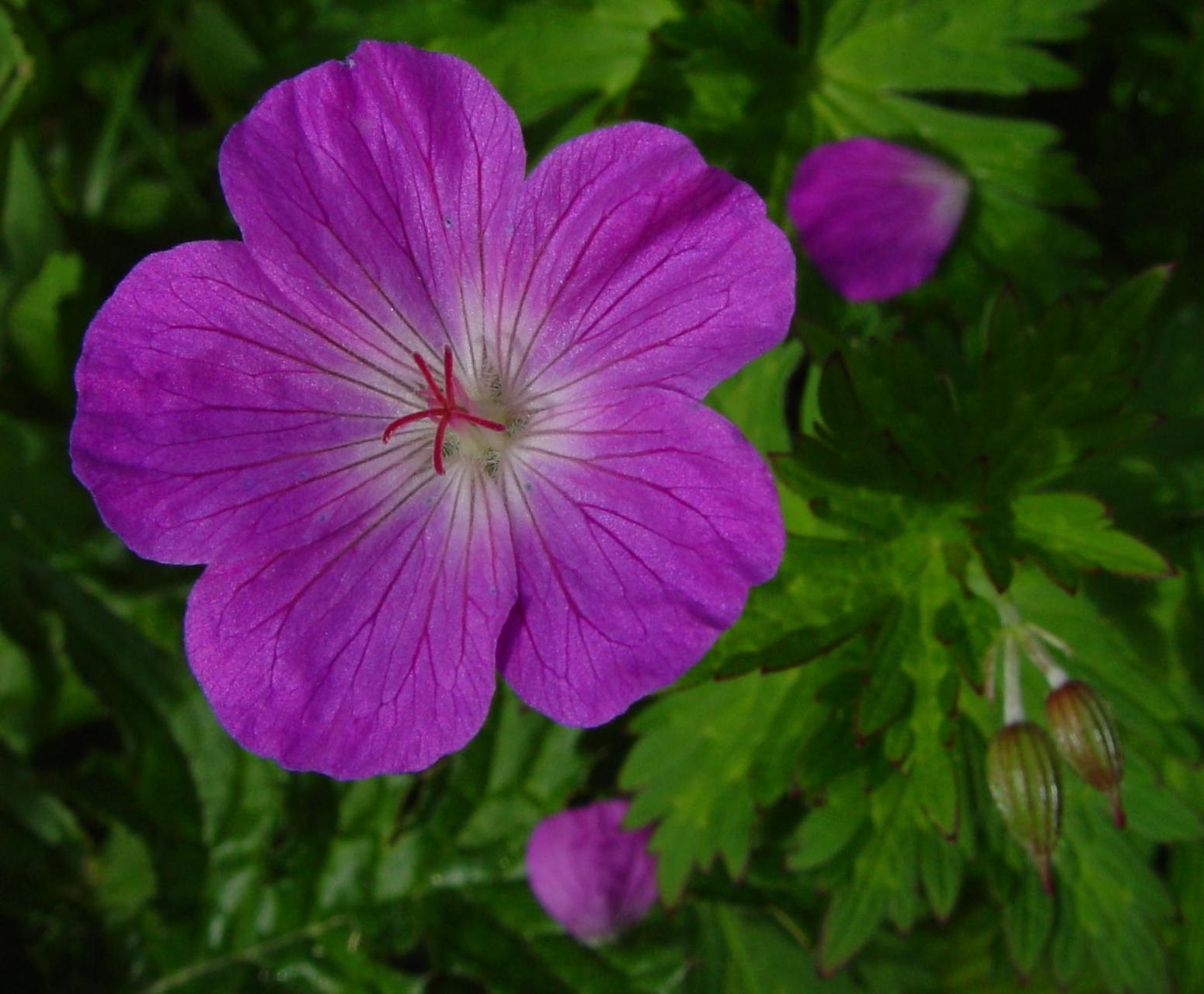
ハクサンフウロ

## 登山

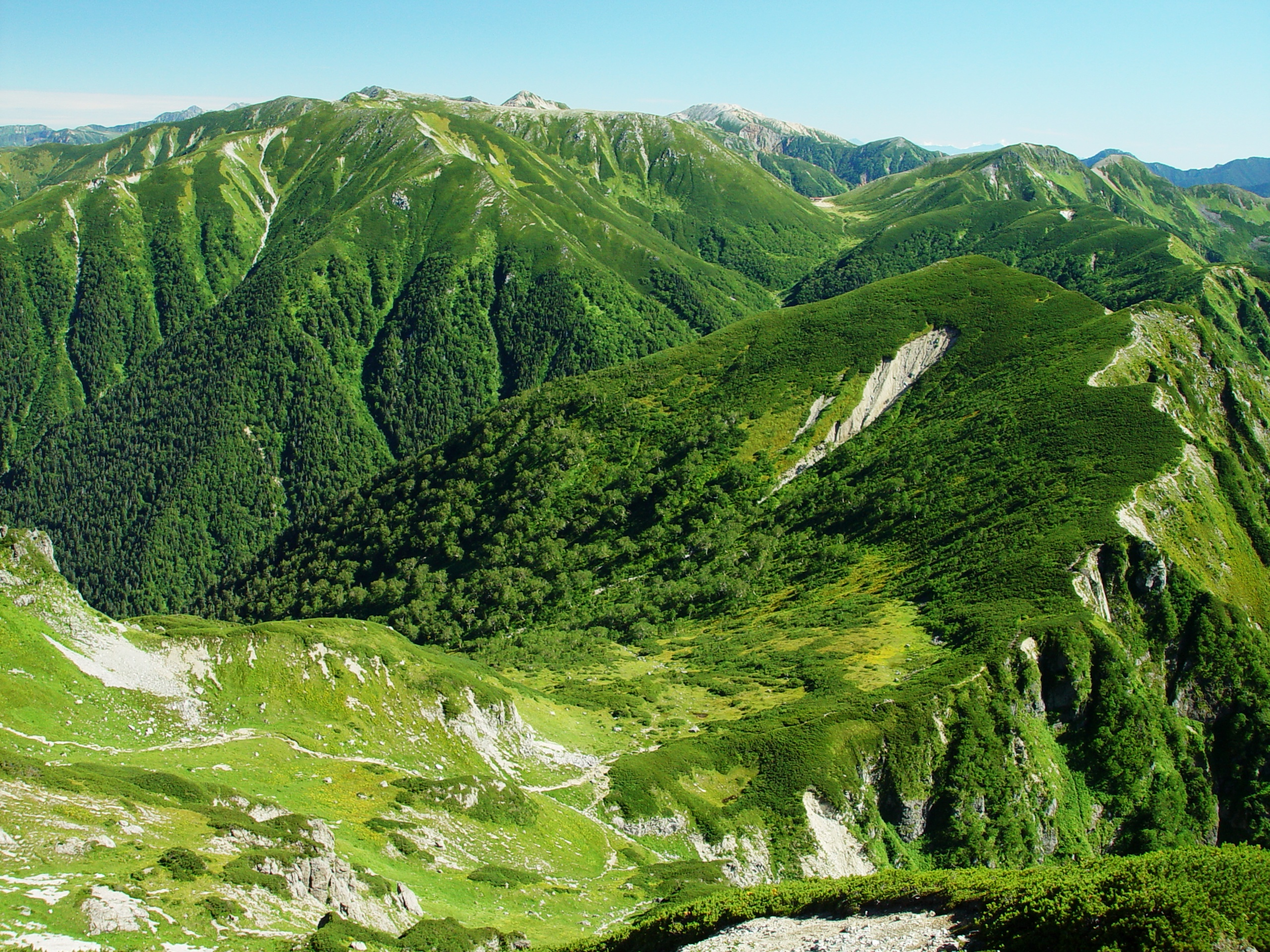
抜戸岳方面から望む弓折岳から双六小屋を経て双六岳へ至る稜線伝いの登山道

### 登山ルート
1955年（昭和30年）に小池義清らにより開設された新穂高温泉を起点とする小池新道が、双六岳への最短のメインルートとなっている。小池新道開設以前は、金木戸川沿いを遡る難ルートが利用されていた。各方面から多数の登頂ルートがあり、以下がその一例である。双六小屋から三俣蓮華岳方面へは、双六岳の山頂を経由する稜線ルート及び東斜面には中道と巻道がある。残雪期のゴールデンウィークの双六岳周辺は、山スキーに適した斜面が広がる。登山シーズンには、新穂高温泉バス停前に新穂高登山指導センターが開設され、岐阜県警山岳警備隊員と北飛救助隊員が常駐し、双六岳を含む周辺の山域の山岳パトロールが行われている。
- 小池新道：新穂高温泉 - わさび平小屋 - 秩父沢 - シシウドが原 - 鏡平山荘 - 双六小屋 - 双六岳。槍ヶ岳と穂高岳を眺めながらの花の山旅コースとして知られている[25]。双六小屋の手前にはお花畑が広がる双六池があり、池畔北側がキャンプ指定地となっている。初夏には残雪があり、登山適期は7月中旬-9月下旬頃[25]。
- 笠新道：新穂高温泉 - 杓子平 -　（笠ヶ岳）- 抜戸岳- 弓折岳 - 双六小屋 - 双六岳。笠ヶ岳山荘で一泊して笠ヶ岳に登頂、その翌日に双六岳に登頂する例がある）。
- 西鎌尾根：（各登山口） - 槍ヶ岳 - 樅沢岳 - 双六小屋 - 双六岳。槍ヶ岳へは、中房温泉からの表銀座、上高地や新穂高温泉などからの入山経路がある。
- 西銀座ダイヤモンドコース：折立 - 太郎平小屋 - 太郎山 - 北ノ俣岳 - 赤木岳 - 黒部五郎岳 - 三俣蓮華岳 - 丸山 - 双六岳。立山方面から縦走する例もある。
- 裏銀座：高瀬ダム - （ブナ立尾根） - 烏帽子岳 - 野口五郎岳 - 水晶小屋 - ワリモ岳 - 鷲羽岳 - 三俣山荘 - 三俣蓮華岳 - 丸山 - 双六岳。後立山連峰から大縦走する例もある。

### 双六小屋

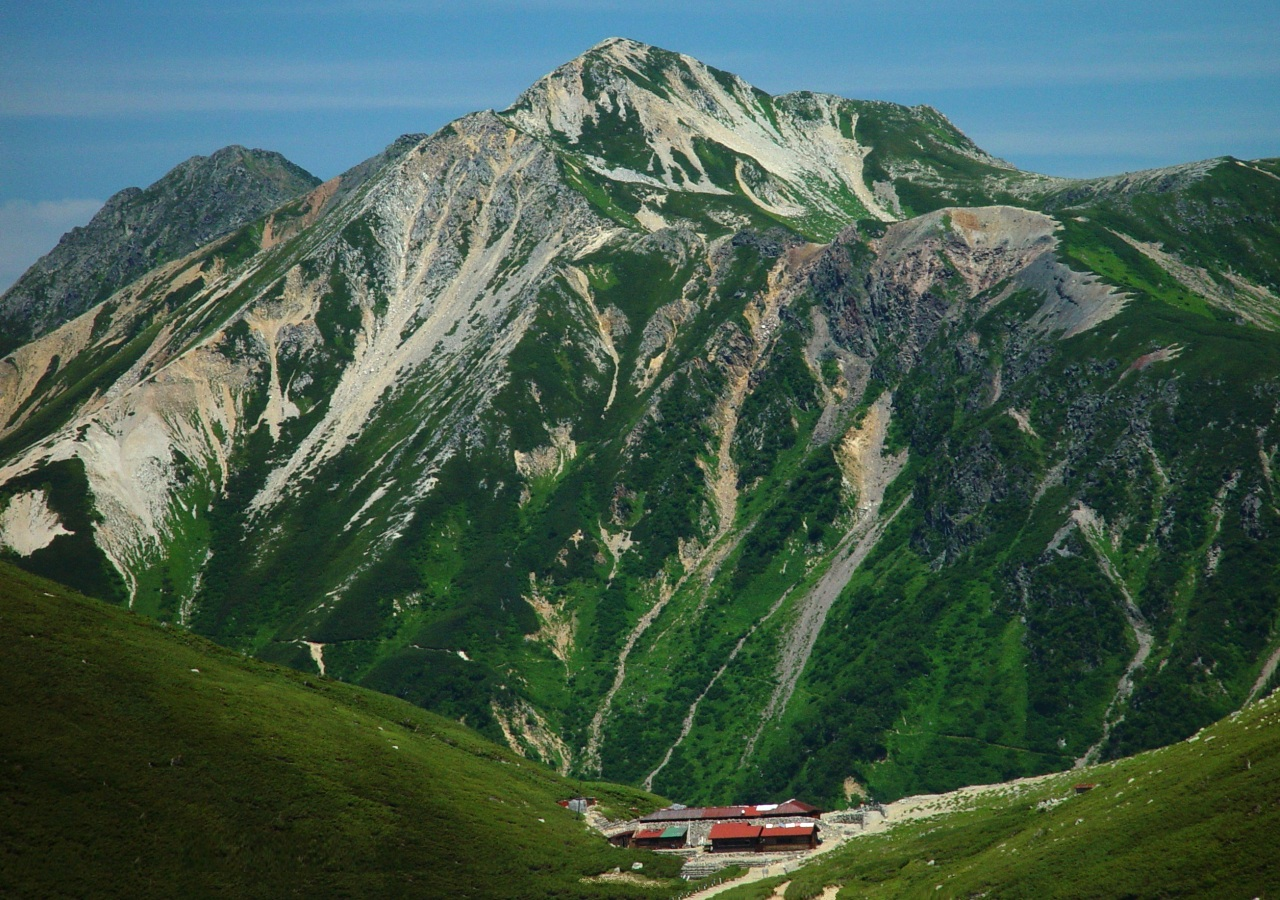
双六小屋と鷲羽岳

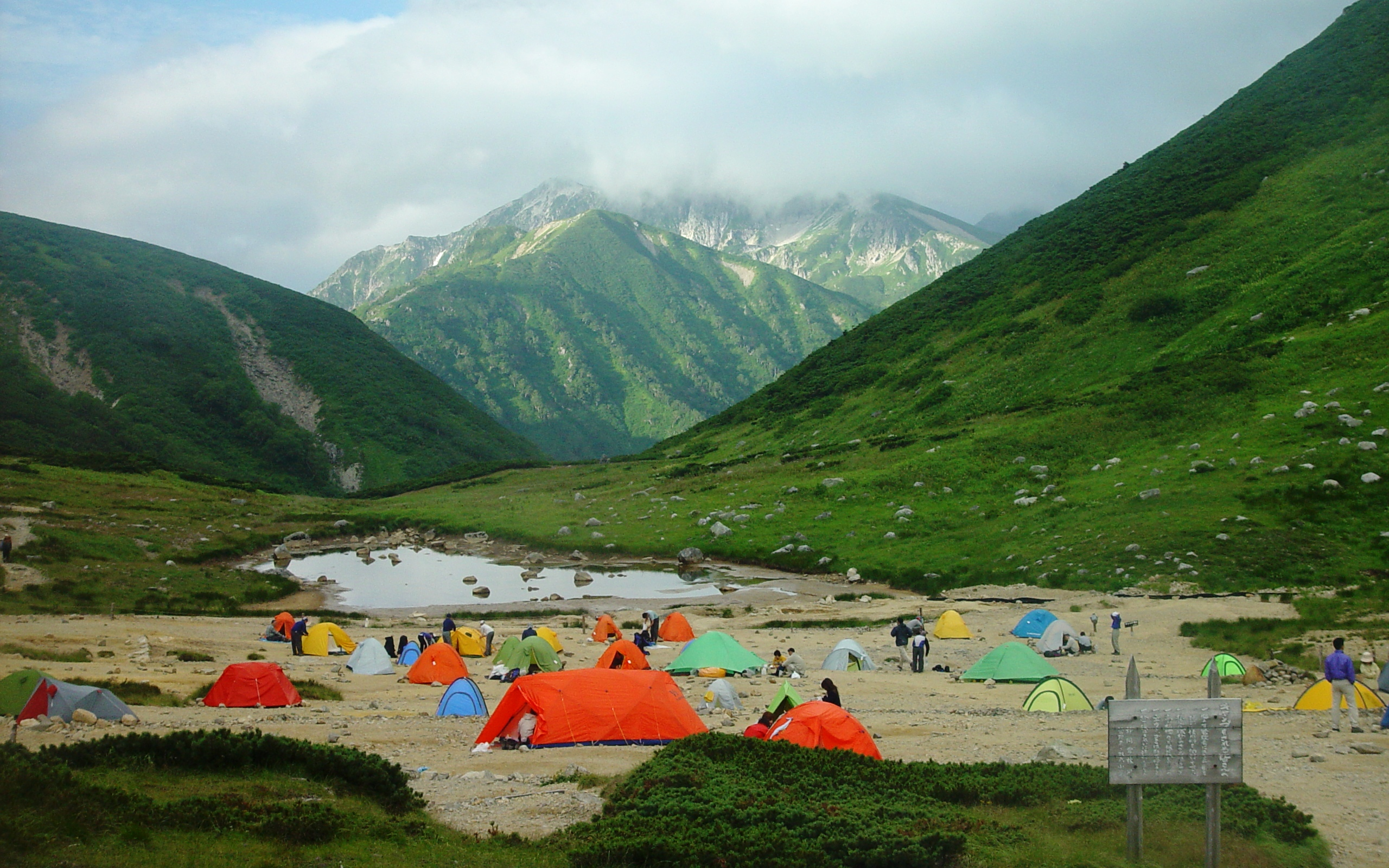
双六池とその北畔にあるキャンプ指定地

山頂直下東1.3km には1935年（昭和10年）に旧上宝村の村営小屋として開設された双六小屋があり、1950年（昭和25年）に小池義清により再建され、登山シーズン中は小屋の前に給水施設が設置されている。1980年（昭和55年）に樅沢岳側に一棟増築された。北アルプス縦走の際に利用されることがあり、富山大学医学部による双六小屋夏山診療所が併設されている。義清から経営を引き継いだ次男の潜は山岳写真家でもあり、小池新道周辺のわさび平小屋、鏡平山荘、黒部五郎小舎の経営も行っている。画家、写真家、作家などが多く訪れる山小屋でもある。山岳画家の中村清太郎は1956年（昭和31年）から1961年（昭和36年）にかけて1-2カ月程度双六小屋や周辺の山小屋に滞在しながら創作活動を行っており、山岳風景画家の足立源一郎は1963年（昭和38年）から1965年（昭和40年）頃にかけて訪問していた。田淵行男、新田次郎、田中澄江らも宿泊した。山小屋の看板の文字は作家の田中澄江により書かれたものである。

### 周辺の山小屋
周辺の登山道上には、登山者用の山小屋とキャンプ指定地がある。
| 画像                             | 名称         | 所在地                          | 双六岳からの 方角と距離 (km) | 標高 (m) | 収容 人数 | キャンプ 指定地 |
| -------------------------------- | ------------ | ------------------------------- | ---------------------------- | -------- | --------- | --------------- |
| 双六小屋                         | 三俣山荘     | 鷲羽岳と三俣蓮華岳との鞍部      | 北北東 2.7                   | 2,550    | 70        | テント 70張     |
| 双六小屋                         | 双六小屋     | 双六岳と樅沢岳との鞍部 双六池畔 | 東 1.3                       | 2,550    | 200       | 60張            |
| 鏡平山荘                         | 鏡平山荘     | 弓折岳南東下 鏡池               | 南南東 3.3                   | 2,300    | 100       | なし            |
| 大喰岳から望む槍ヶ岳山頂         | 槍ヶ岳山荘   | 槍ヶ岳山頂直下南側の肩          | 東南東 6.3                   | 3,060    | 650       | 30張            |
| 笠ヶ岳山頂方面から望む笠ヶ岳山荘 | 笠ヶ岳山荘   | 笠ヶ岳山頂直下北側の肩          | 南南西 6.8                   | 2,820    | 100       | 25張            |
| 画像募集中                       | わさび平小屋 | 蒲田川左俣谷右岸 わさび平       | 南 6.8                       | 1,402    | 60        | 30張            |

## 地理

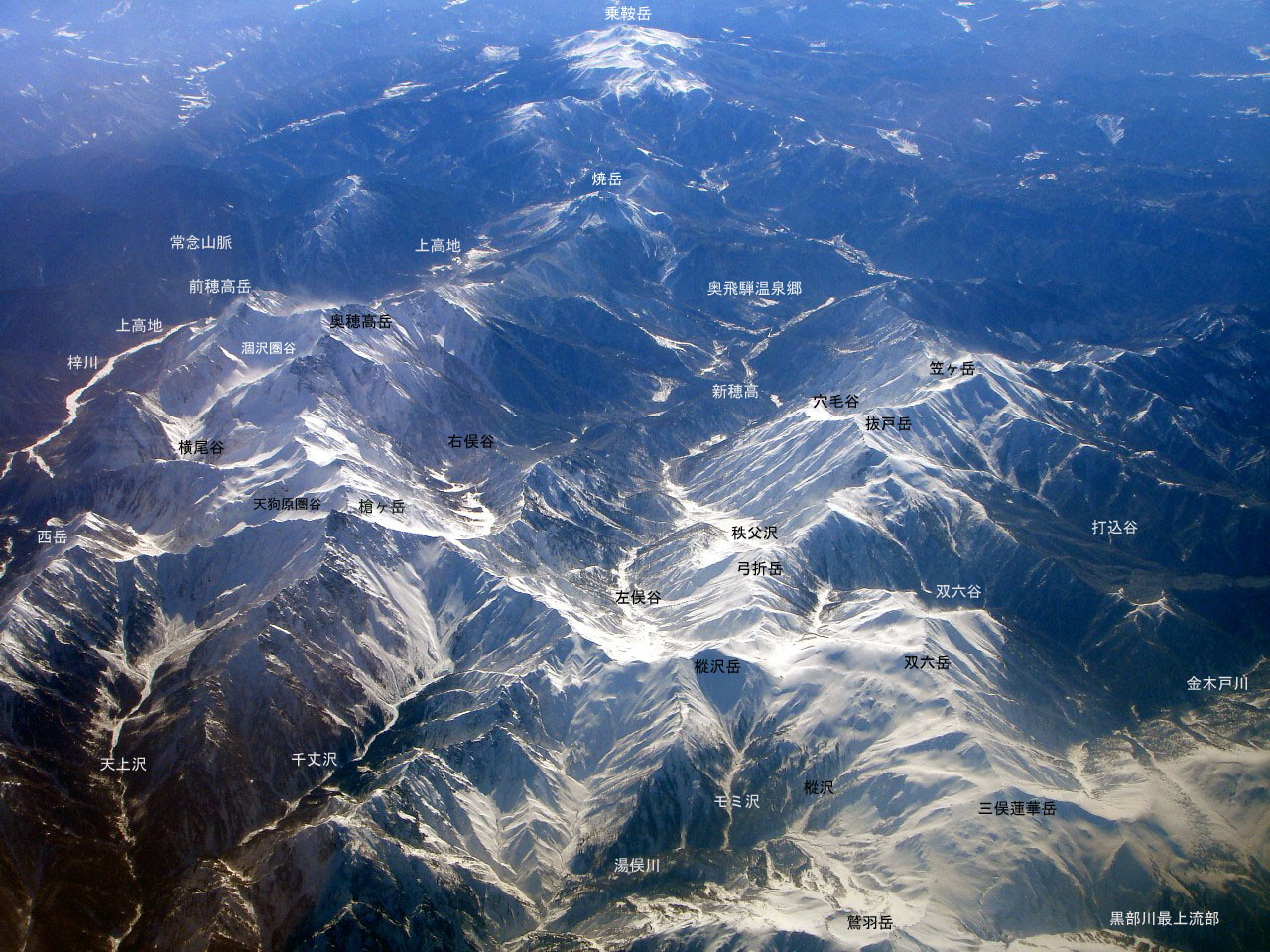
画像右下　奥飛騨エリアに位置する双六岳。黒部川源頭部に近い。

飛騨山脈中部の主稜線上にあり、山頂の東南東1.3 kmには、常に水をたたえる双六池がある。南面が高原川の双六谷の源頭部となっている。

### 周辺の山
三俣蓮華岳と双六岳の中間には、丸山 (2,854 m) のピークがある。南側には双六南峰 (2,819 m) がある。

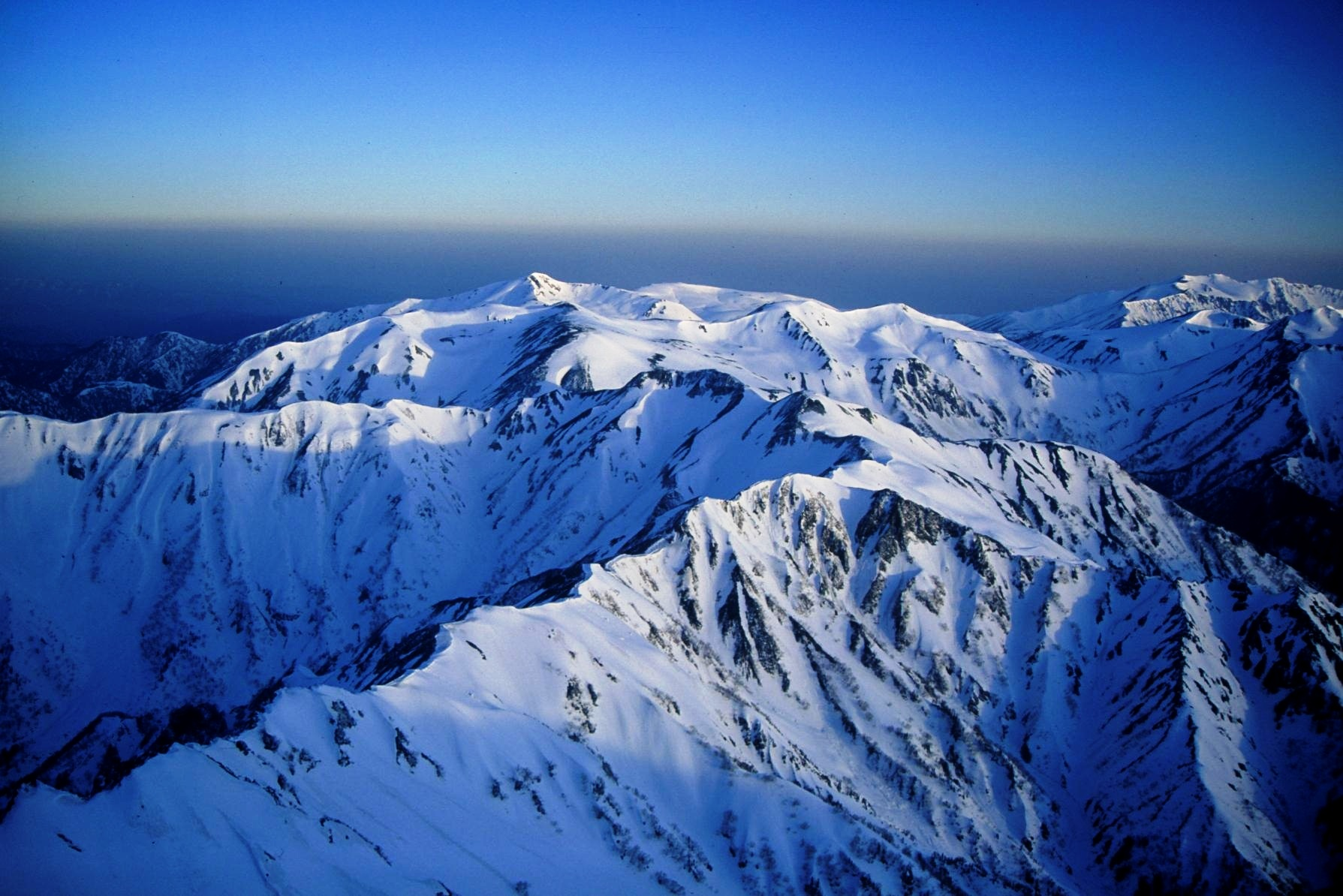
槍ヶ岳から望む双六岳周辺の山（春）

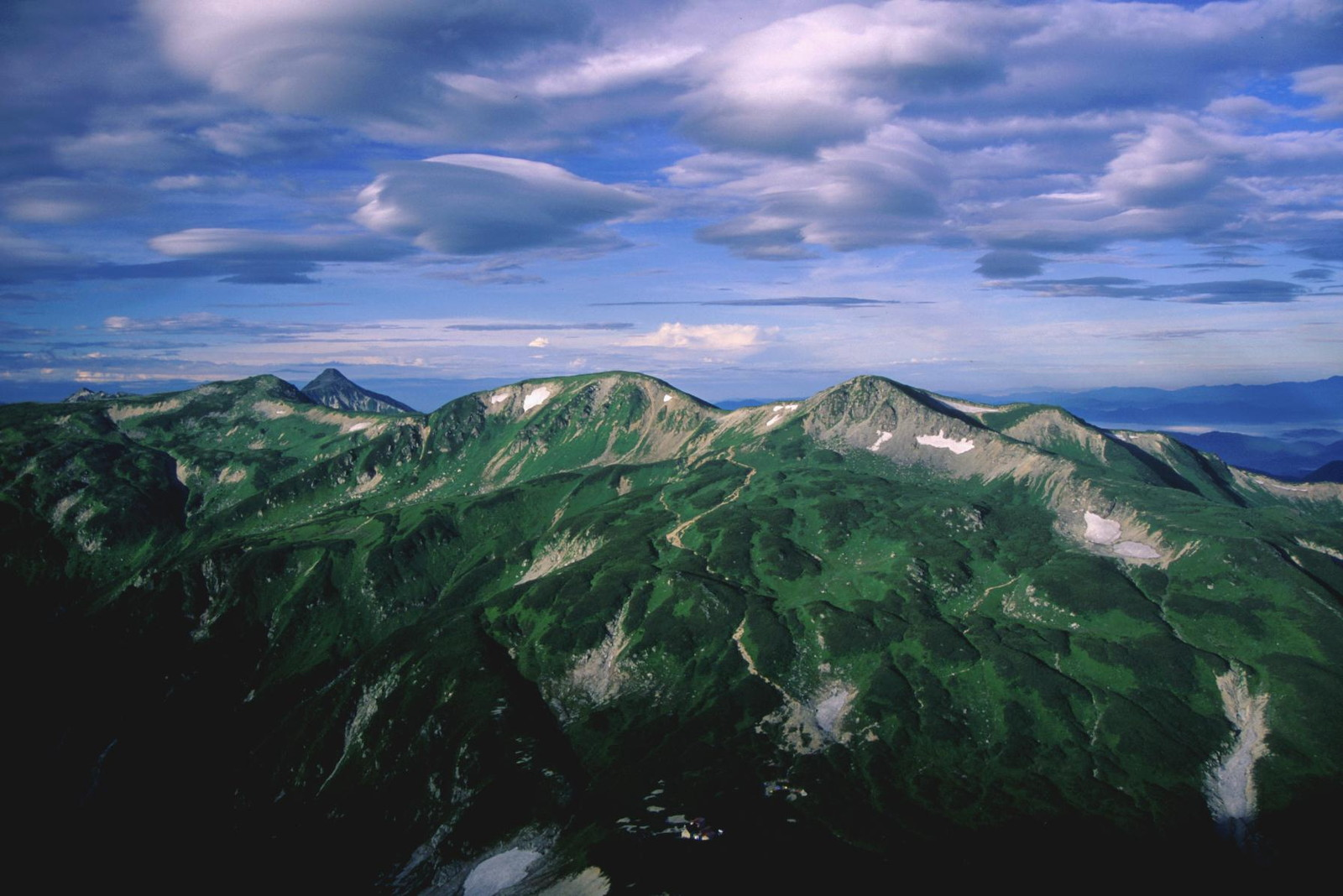
鷲羽岳から望む三俣蓮華岳、丸山、双六岳、その右奥には笠ヶ岳、三俣蓮華岳から双六岳の東面にはカール地形が見られる。

| 山容                                   | 山名       | 標高 (m) | 三角点等級 基準点名 | 双六岳からの 方角と距離(km) | 備考                                    |
| -------------------------------------- | ---------- | -------- | ------------------- | --------------------------- | --------------------------------------- |
| 三俣蓮華岳から望む黒部五郎岳           | 黒部五郎岳 | 2,839.58 | 三等 「黒部」       | 西北西 4.8                  | 別名が中ノ俣岳 日本百名山               |
| 三俣蓮華岳方面から望む三俣山荘と鷲羽岳 | 鷲羽岳     | 2,924.19 | 三等 「中俣」       | 北北東 3.8                  | 日本百名山                              |
| 鷲羽岳から望む三俣蓮華岳               | 三俣蓮華岳 | 2,841.23 | 三等 「三ツ又」     | 北 2.0                      | 三県境（富山・岐阜・長野） 日本三百名山 |
| 抜戸岳から望む双六岳                   | 双六岳     | 2,860.29 | 二等 「中俣岳」     | 0                           | 双六小屋 花の百名山                     |
| 弓折岳から望む樅沢岳                   | 樅沢岳     | 2,755    |                     | 東南東 1.9                  | 西鎌尾根                                |
| 涸沢岳から望む双六岳と弓折岳           | 弓折岳     | 2,592    | （三等） 2,588.37   | 南南東 2.6                  | 花の百名山                              |
|                                        | 硫黄岳     | 2,554    | 三等「焼山」        | 東北東 5.6                  |                                         |
| 鏡平から望む槍ヶ岳                     | 槍ヶ岳     | 3,180    |                     | 東南東 6.4                  | 日本百名山                              |
| 抜戸岳から望む笠ヶ岳                   | 笠ヶ岳     | 2,897.48 | 二等 「笠ケ岳」     | 南南西 7.1                  | 日本百名山                              |

### 源流の河川
以下の源流となる河川は日本海へ流れる。双六小屋のある鞍部は、湯俣川のモミ沢と双六谷との分水嶺となっている。西側の山麓の高原川の支流である双六川には北陸電力の双六ダムがある。
- 湯俣川 - 高瀬川の支流
- 双六谷、蓮華谷 - 金木戸川（高原川の支流）、高山市により『双六渓谷』が新高山市100景の一つに選定されている[37]。

### 交通・アクセス
西山麓周辺の国有林では名古屋営林局神岡営林署により、双六・金木戸森林鉄道が運営されていた。
- 濃飛バス新穂高温泉バス停の北10 kmに位置する。
- JR東海高山本線飛騨古川駅の東北東39 kmに位置し、JR東日本大糸線の信濃大町駅の南西28 kmに位置する[36]。
- 中部縦貫自動車道（高山清見道路）高山インターチェンジの北東39 kmに位置し、安房峠道路平湯インターチェンジの北21 kmに位置する。

## 双六岳の風景
双六岳は笠ヶ岳などとともに飛騨の名山として知られ、山頂はなだらかで女性的な山容である。

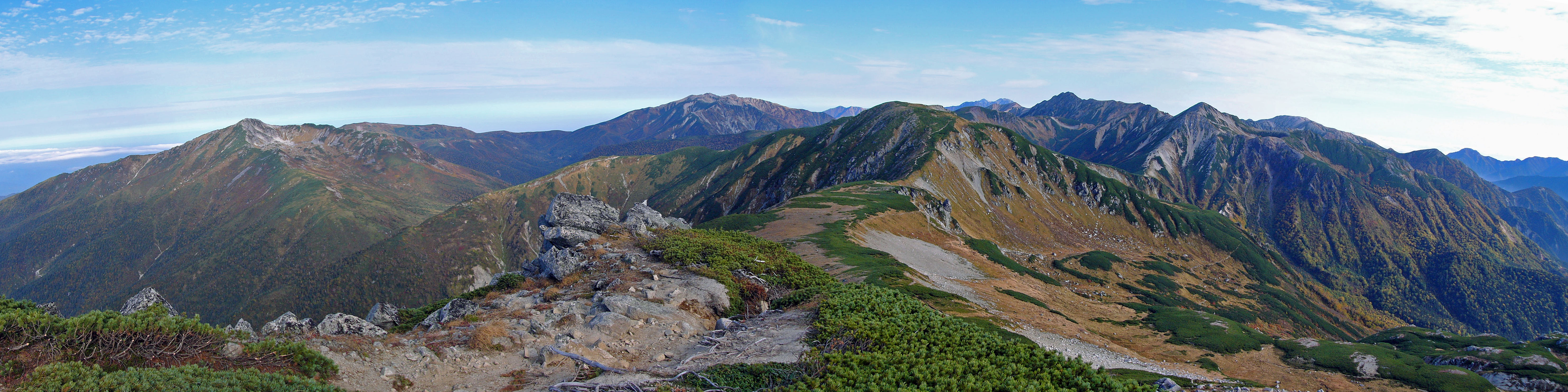
山頂からの展望（秋）
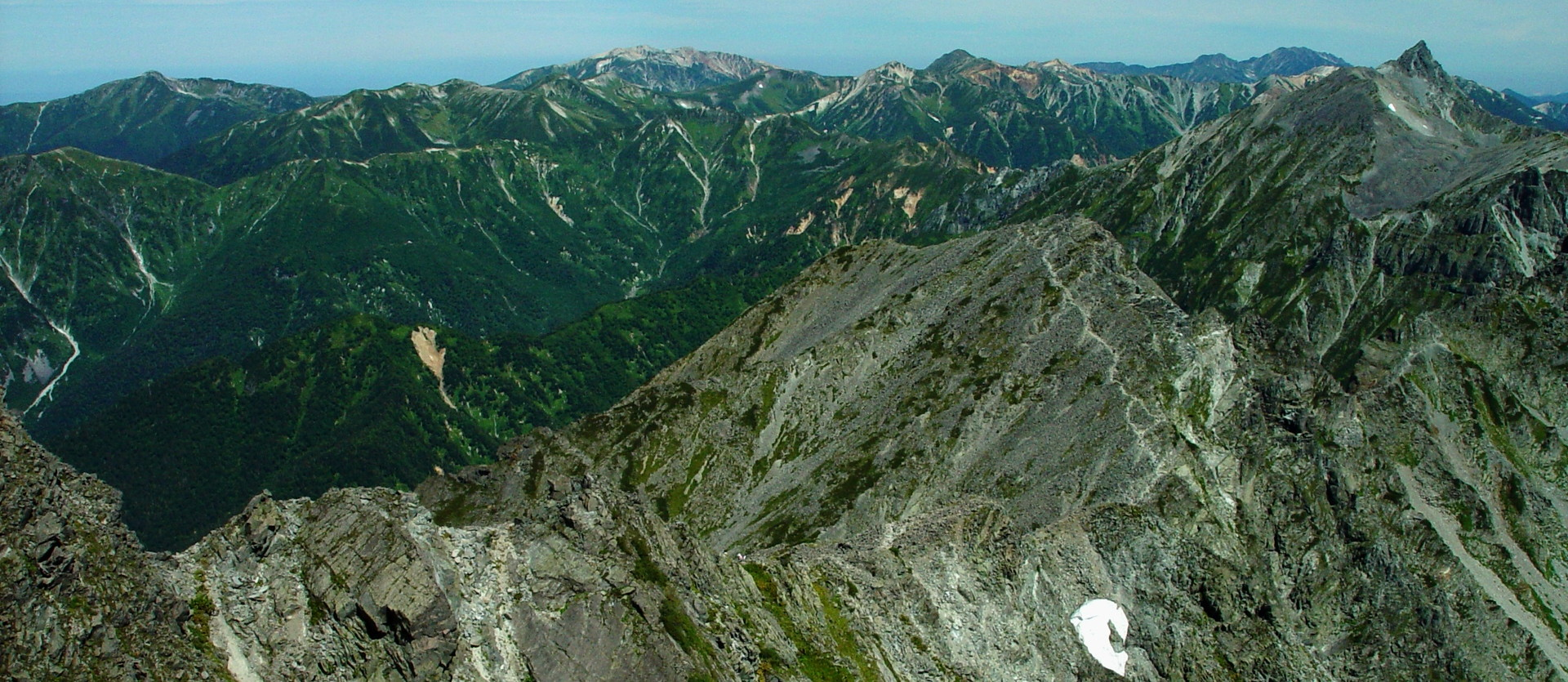
穂高岳から望む周辺の山並み
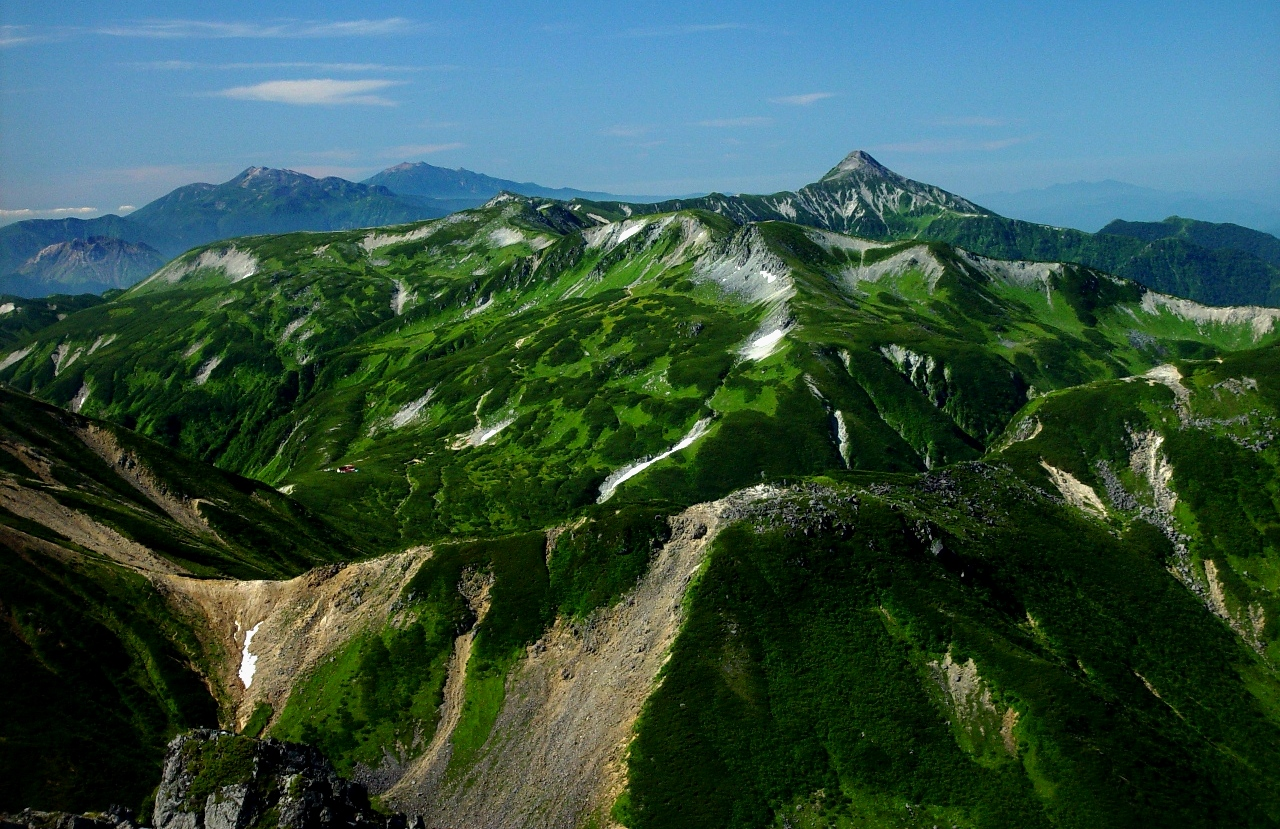
水晶岳から望む周辺の飛騨山脈の山並み
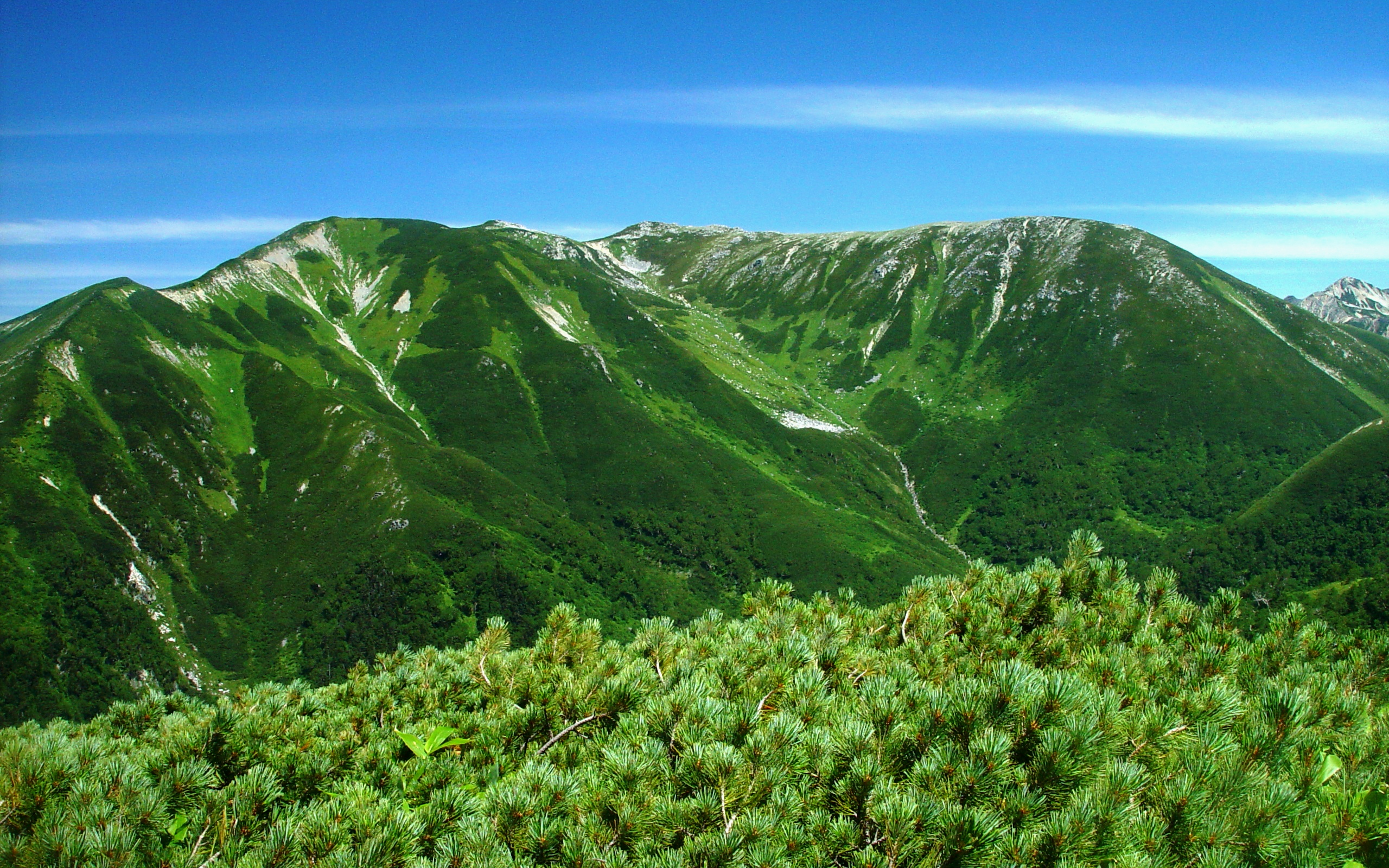
弓折岳から望む双六岳、山頂部はなだらかな女性的な山容である
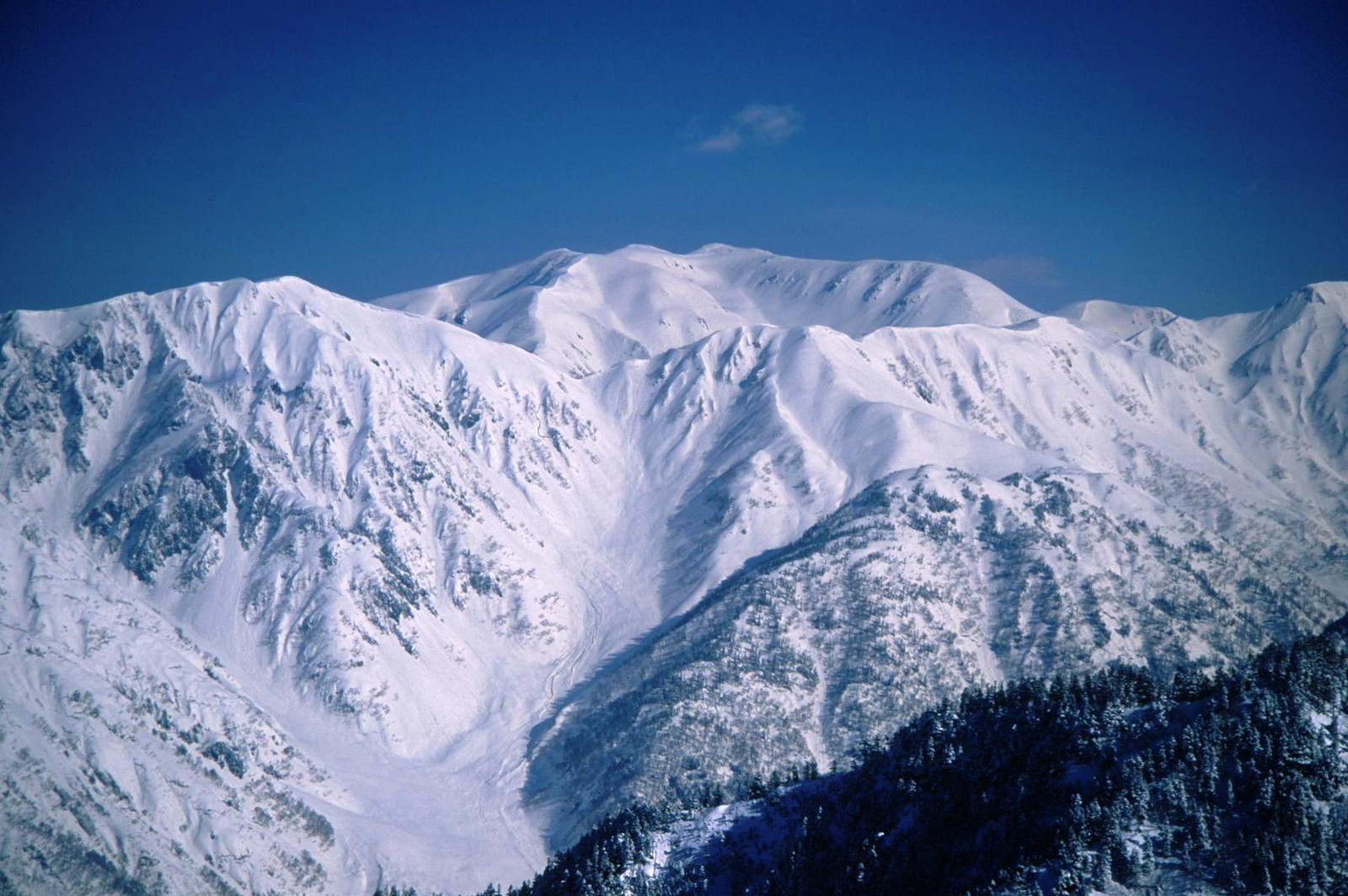
西穂高岳から望む大ノマ岳と弓折岳、その奥に双六岳

## メディア

### 関連書籍
- 三宅岳『雲ノ平・双六岳を歩く』（改訂第5版）山と溪谷社〈フルカラー特選ガイド(22)〉、2000年4月。ISBN 4635170918。

### 文学
- 小池義清『双六岳』（短歌集）

### 写真集
- 小池潜『愛しき山稜―双六岳をめぐりて 小池潜写真集』山と溪谷社、2003年4月。ISBN 4635546365。

### DVD
- 『「花の百名山」第7巻』EMIミュージック・ジャパン、2002年4月26日。ASIN B0000635L3。

### テレビ番組
- 『花の百名山　双六岳　トウヤクリンドウ』　NHK衛星第2テレビジョン、1995年10月10日放送[38]
- 『実践！にっぽん百名山「黒部五郎岳」』NHK BS1、2015年11月17日[39]。新穂高温泉から双六岳を経由し黒部五郎岳までの縦走映像
- 『北アルプス ドローン大縦走』 NHK総合、2017年8月11日[40]。双六岳山頂、双六小屋、鏡池、小池新道登山道、樅沢岳から西鎌尾根での山岳写真家 西田省三によるロケ映像